# ブレイン郡 (アイダホ州)
ブレイン郡（ブレインぐん、英: Blaine County）は、アメリカ合衆国アイダホ州の中央部に位置する郡である。2010年国勢調査での人口は21,376人であり、2000年の18,991人より12.6％増加した。郡庁所在地はヘイリー市（人口7,960人）であり、同郡で人口最大の都市でもある。1895年3月5日にアイダホ州議会によりアルトゥラス郡とローガン郡を合併させて設立された。現在の郡域は1919年2月8日に郡内西部がキャマス郡として分離独立したことで確定された。郡名は19世紀後期のメイン州選出アメリカ合衆国上院議員および下院議員を務め、アメリカ合衆国国務長官、1884年アメリカ合衆国大統領選挙で共和党候補となったジェイムズ・G・ブレインにちなんで名付けられた。郡内にはサンバレー・スキー場がある。

## 歴史
現在のブレイン郡内にあるウッド川バレーは1864年にアイダホ準州議会により、アルトゥラス郡として編入された。1880年代までにこの地域は鉱業経済で注目されるようになった。1882年、郡庁所在地は現在のエルモア郡にあったロッキーバーからヘイリーに移された。これはロッキーバーの人口がウッド川バレーに移動し、最終的にはゴーストタウンになったことに対応したものだった。
アイダホ州が1890年に州に昇格した後、州の他地域と同様、ブレイン郡の鉱業も次第に衰退していった。1936年、ブレイン郡では、サンバレー・リゾート地のオープンと共に観光地としての再生を始めた。間もなく著名人が訪れるようになり、後には住人となった。その中でも著名な者はアーネスト・ヘミングウェイであり、ケッチャム墓地に眠っている。一時的、あるいは恒久的な住人となっている者としては、俳優のアダム・ウェスト、デミ・ムーア、アーノルド・シュワルツェネッガー、クリント・イーストウッド、および政治家のジョン・ケリーがいる。

## 郡の概要
ブレイン郡住人の大半はアイダホ州道75号線に沿った郡西部のウッド川バレーに住んでいる。郡南中部のアメリカ国道20号線とアメリカ国道26号線/93号線の交差点にあるキャリー市以外の法人化された都市や町はこのウッド川バレーにある。郡南東部のパンハンドル状地域は地元ではイェール地域と呼ばれ、ほとんど人が住んでいない。
郡内に有名スキー場がある関係で、生活費は周辺地域よりかなり高い傾向にあり、持ち家住宅価格の中央値は州平均の2倍以上である。その結果、郡内で働く人々は郡の郊外地、特に隣接するリンカーン郡のショーショーンのような町に住んでいる。郡外から通勤する人は2,540人いると推計されている。

## 教育
郡内の公立学校はブレイン郡教育学区が管轄している。ヘイリーにあるウッドリバー高校とキャリーにあるキャリー高校の2つの公立高校がある。郡南東部のイェール地域では隣接するミニドカ郡の管轄する学校に通っている。
私立学校としてはサンバレーのコミュニティ・スクールとベルビューのセイジ・スクールがある。
ツインフォールズ市を本拠とするコミュニティ・カレッジの南アイダホ・カレッジが、ヘイリーにあるキャンパス外アウトリーチセンターを運営している。

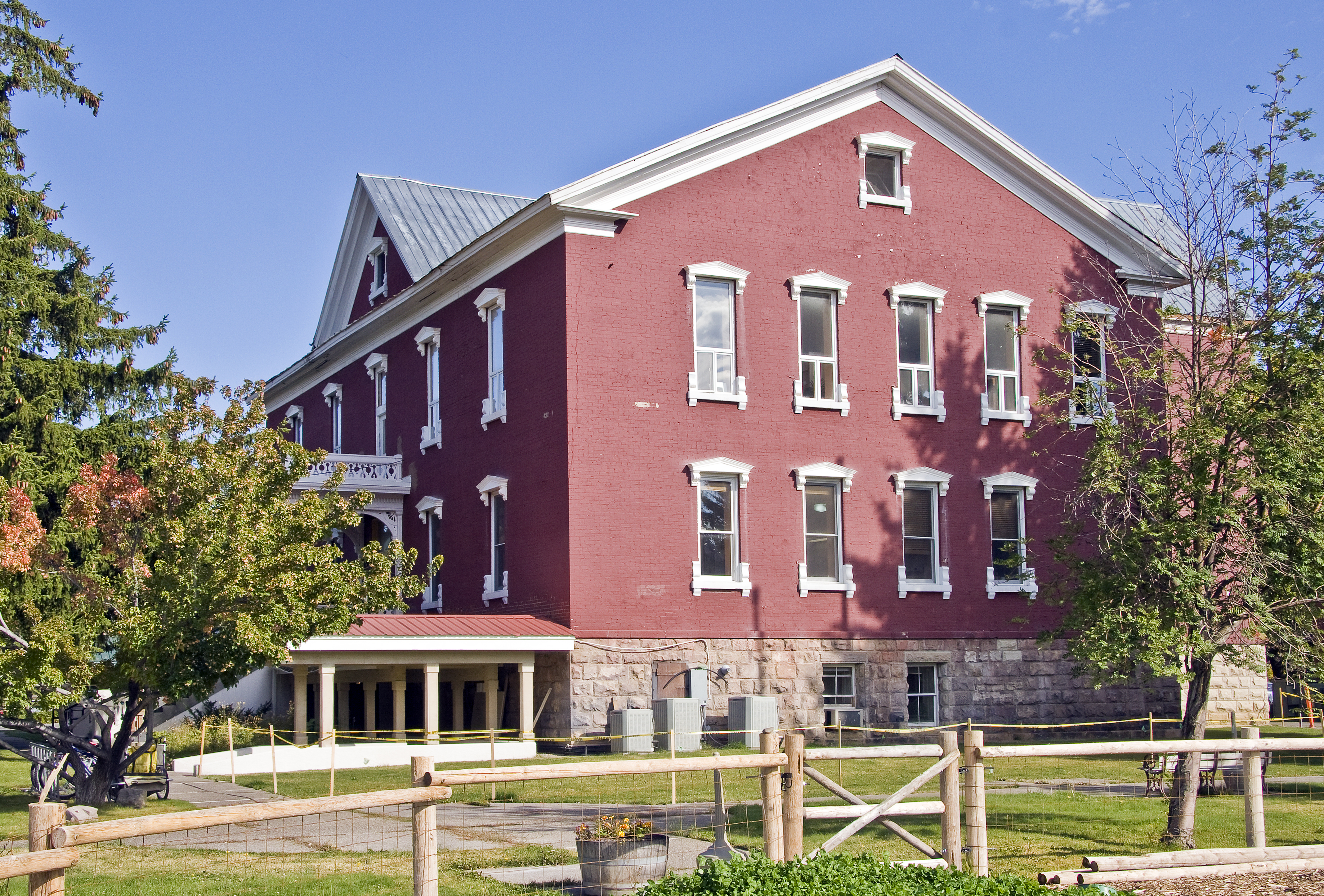
ヘイリーにあるブレイン郡庁舎

## 政府と政治
アイダホ州の他郡と同様、ブレイン郡政治は選挙で選ばれる3人の委員による管理委員会が担当している。その他選挙で選ばれる役人には郡事務官、財務官、保安官、監査官および検事がいる。
ブレイン郡は強い共和党地盤の中の民主党飛び地という評判がある。1992年以降全てのアメリカ合衆国大統領選挙で民主党候補がブレイン郡を制してきた。1992年の場合、落選したジョージ・H・W・ブッシュがビル・クリントンとロス・ペローに次ぐ第3位の票しか取れなかった。2000年ではアル・ゴア、2004年ではジョン・ケリーが制したアイダホ州唯一の郡となった。2008年ではバラク・オバマがジョン・マケインに33.2％の大差をつけたのに対し、アイダホ州全体ではマケインがオバマに25.3％差をつけて制した。ブレイン郡はアイダホ州内でも民主党が最も良い結果を残した郡だった。2006年に行われた同性結婚を違法とするアイダホ州憲法修正案の住民投票では、ブレイン郡は66.3％が否決した。この修正案は州全体では63.4％の賛成で可決された。アイダホ大学があるモスコーを含むレイタ郡がやはりこの修正案を否決し、否決した郡はこの2郡に過ぎなかった。
州の中では第25選挙区に入っており、アイダホ州議会には全て民主党議員を送り出している。アイダホ州上院の民主党現指導者クリント・ステネットはケッチャムに住んでいる。下院議員でその少数党元指導者のウェンディ・ジャケットもケッチャムに住んでいる。

## 地理
アメリカ合衆国国勢調査局に拠れば、郡域全面積は2661.02平方マイル (6,892.0 km2)であり、このうち陸地は2644.78平方マイル (6,849.9 km2)、水域は16.24平方マイル (42.1 km2)で水域率は0.61％である

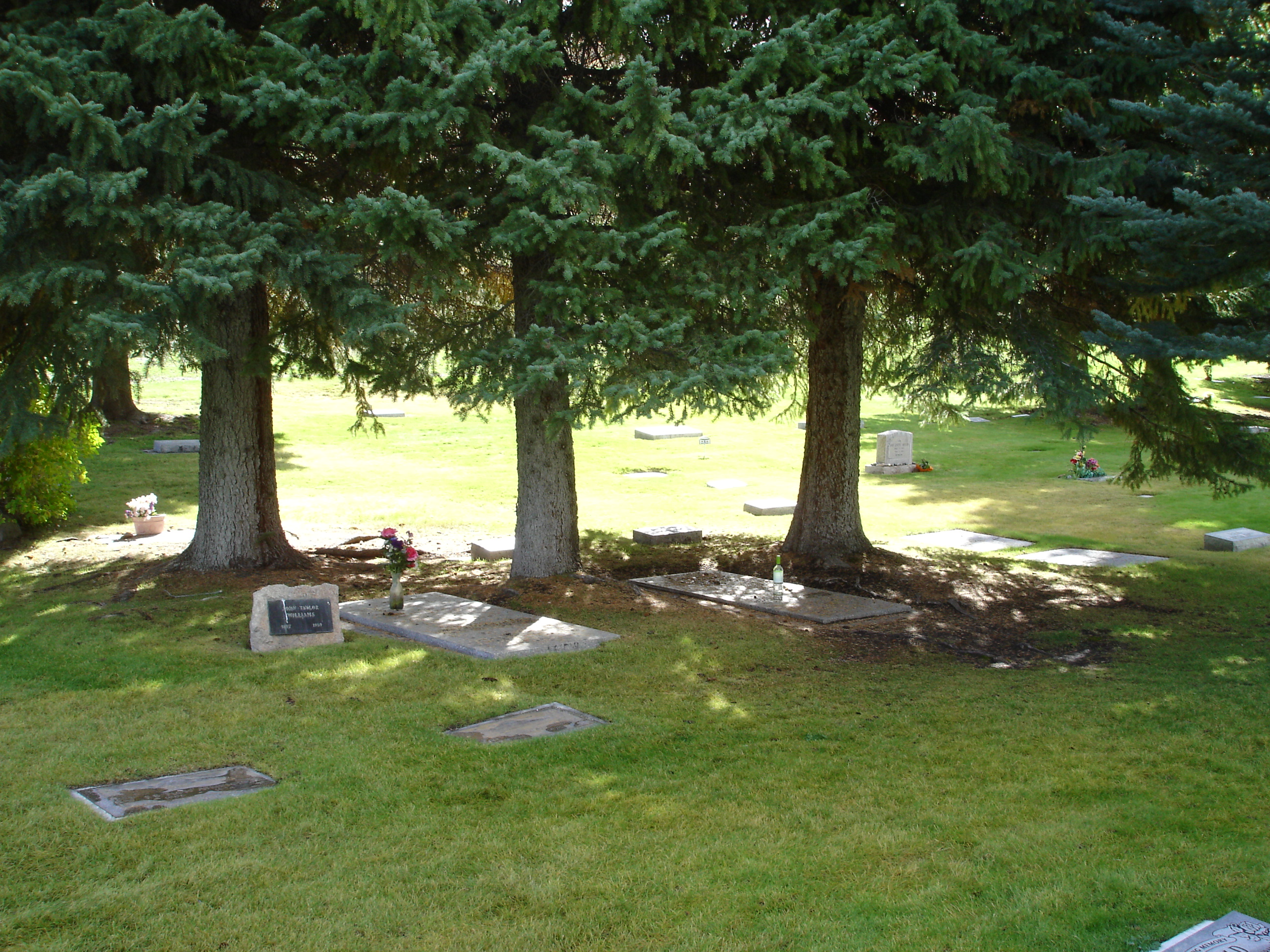
ケッチャムにあるアーネスト・ヘミングウェイとその妻の墓

### 隣接する郡
- ビュート郡 – 北東
- ビンガム郡 – 東
- パワー郡 – 南東
- カシア郡 – 南
- ミニドカ郡 – 南西
- リンカーン郡 – 南
- キャマス郡 – 西
- エルモア郡 – 北西
- カスター郡 – 北西

### 国立保護地域
- 月のクレーター国立保護区（部分）
- ミニドカ国立野生生物保護区（部分）
- サーモン・チャリス国立の森（部分）
- ソートゥース国立の森（部分）
- ソートゥース国立レクリエーション地域（部分）
  - ソートゥース原生地（部分）

### 主要高規格道路
- – アメリカ国道20号線
- – アメリカ国道26号線
- – アメリカ国道93号線
- - アイダホ州道75号線 – ソートゥース自然景観道路

## 人口動態
以下は2000年の国勢調査による人口統計データである。
| 基礎データ - 人口: 18,991人 - 世帯数: 7,780 世帯 - 家族数: 4,839 家族 - 人口密度: 3人/km2（7人/mi2） - 住居数: 12,186軒 - 住居密度: 2軒/km2（5軒/mi2） 人種別人口構成 - 白人: 90.73% - アフリカン・アメリカン: 0.13% - ネイティブ・アメリカン: 0.33% - アジア人: 0.73% - 太平洋諸島系: 0.07% - その他の人種: 6.43% - 混血: 1.57% - ヒスパニック・ラテン系: 10.69% 先祖による構成 - イギリス系：17.0％ - ドイツ系：14.6％ - アイルランド系：10.8％ - アメリカ人：6.2％ | 年齢別人口構成 - 18歳未満: 24.0% - 18-24歳: 7.7% - 25-44歳: 32.6% - 45-64歳: 27.9% - 65歳以上: 7.8% - 年齢の中央値: 37歳 - 性比（女性100人あたり男性の人口） - 総人口: 107.9 - 18歳以上: 106.8 世帯と家族（対世帯数） - 18歳未満の子供がいる: 31.9% - 結婚・同居している夫婦: 51.2% - 未婚・離婚・死別女性が世帯主: 7.2% - 非家族世帯: 37.8% - 単身世帯: 27.3% - 65歳以上の老人1人暮らし: 5.5% - 平均構成人数 - 世帯: 2.40人 - 家族: 2.96人 収入と家計 - 収入の中央値 - 世帯: 50,496米ドル - 家族: 60,037米ドル - 性別 - 男性: 35,949米ドル - 女性: 27,487米ドル - 人口1人あたり収入: 31,346米ドル - 貧困線以下 - 対人口: 7.8% - 対家族数: 4.9% - 18歳未満: 7.8% - 65歳以上: 5.3% |

## 都市と町

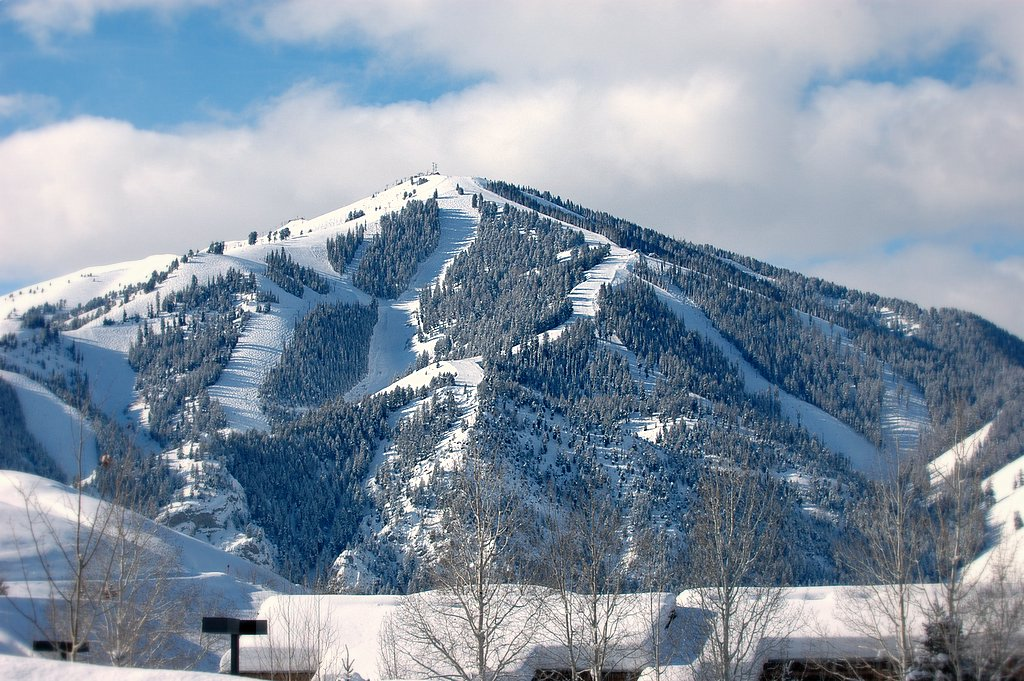
サンバレーのボールド山

### 都市
- ベルビュー
- キャリー
- ヘイリー - 郡庁所在地
- ケッチャム
- サンバレー

### 未編入の町
- ボルダーシティ – ゴーストタウン
- ガレナ
- ギムレット
- ピーカブー
- トライアンフ
- ソートゥースシティ
- ビエナ – ゴーストタウン

## 祭
ブレイン郡祭は毎年の行事である。2011年のブレイン郡祭は8月12日から14日の週末にキャリーで開催された。